# 墨西哥—斯洛伐克關係
墨西哥－斯洛伐克關係是指墨西哥和斯洛伐克之间的外交关系，这两个国家都是经济合作与发展组织和联合国的成员国。

## 历史
1922年，也就是捷克斯洛伐克从奥匈帝国独立四年后，墨西哥就与之建立了外交关系。1939年，纳粹德国入侵捷克斯洛伐克，两国外交关系中断，但是位于伦敦的捷克斯洛伐克流亡政府依然与墨西哥保持联系。两国于1942年全面恢复外交关系，并于1959年分别在对方首都设立了大使馆。
1992年12月，捷克斯洛伐克分裂为斯洛伐克和捷克共和国，墨西哥于1993年1月1日同新独立的斯洛伐克建立外交关系。一开始的时候，墨西哥驻布拉格大使馆负责对斯洛伐克的外交事务，但是考虑到奥地利的首都维也纳距离斯洛伐克首都布拉迪斯拉发更近一些，所以又改为墨西哥驻维也纳大使馆负责对斯洛伐克的外交事务。而斯洛伐克在墨西哥城设有大使馆。
2006年，墨西哥总统比森特·福克斯·克萨达对斯洛伐克进行正式访问。2007年2月，墨西哥外交部长埃斯皮诺萨访问布拉迪斯拉发。2017年，斯洛伐克总统安德烈·基斯卡对墨西哥进行正式访问。2018年，两国举办了建交25周年的庆祝活动。

## 贸易关系
1997年墨西哥与欧盟签署了自由贸易协定（斯洛伐克于2004年加入欧盟）。2018年，墨西哥和斯洛伐克贸易额达4.9亿美元。墨西哥对斯洛伐克的主要出口产品包括：汽车零部件、机械、电器及零部件、计算机内存和铜基产品。斯洛伐克对墨西哥的主要出口产品包括：电机和压缩机、汽车零部件、拖拉机、电器和零部件、工具和轮胎。从1999年至2017年，斯洛伐克的公司在墨西哥投资超过70万美元。墨西哥跨国公司尼玛克集团在斯洛伐克的赫龍河畔日亞爾设有一家工厂。两国均具有发达的汽车产业。